# Sapoba sudana
Sapoba sudana är en insektsart som beskrevs av Rauno E. Linnavuori och Al-ne'amy 1983. Sapoba sudana ingår i släktet Sapoba och familjen dvärgstritar. Inga underarter finns listade i Catalogue of Life.